# Суарес, Хосе
Хосе Лисардо Суарес Санчес исп. José Lisardo Suárez Sánchez (19 сентября 1919, Трубия, Астурия, Испания — 6 августа 1981, Мореда, Астурия, Испания) — аргентинский, испанский и мексиканский актёр и режиссёр.

## Биография
Родился 19 сентября 1919 года в Трубии в семье мастера-оружейника. В 1921 году переехал вместе с родителями в Овьедо и оставался в этом городе вплоть до 1927 года. В 1927 году он переехал вместе с родителями в Логроньо. В 1934 году из-за болезни отца семья вернулась в Трубию. В 1935 году отец умер от болезни; из-за этого Хосе был вынужден бросить учёбу, чтобы финансово поддерживать свою семью, которая находилась на грани нищеты. Он работал на нескольких должностях, в том числе — графиком в типографии в Овьедо. В 1938 году в Испании началась Гражданская война; в возрасте 18 лет Хосе Суарес был мобилизован на фронт и вступил в артиллерийский полк. После демобилизации он продолжил службу в испанской армии, где получил звание капрала. В 1939 году, находясь в краткосрочном отпуске, поехал в Аргентину и поставил там фильм «Женщина и жокей». Эта картина стала его единственной режиссёрской работой (Хосе Суарес снялся в 58 фильмах и телесериалах). В 1943 году после демобилизации он вернулся в Испанию и был принят на должность инспектора на Баскско-Астурийскую железную дорогу в Овьедо. В 1943 году режиссёр Гонсало Дельграс выбрал Хосе Суареса на роль Хосефина в своем фильме «Мэр алтаря», положив начало его карьере в кино в качестве актёра. В 1950-х-1960-х годах актёр снимался в Мексике в ряде фильмов и телесериалов. За свои заслуги он был удостоен нескольких военных медалей, золотой медали Сиснероса, а также четырёх кинематографических наград Испании.

### Последние годы жизни
В 1975 году у актёра обнаружили тромбоз, в результате чего половину его тела парализовало. Постепенно он оправился от болезни, но полностью не восстановился; в 1976 году Хосе Суарес был вынужден оставить кинематограф.
Скончался 6 августа 1981 года в Мореде.

## Фильмография

### Телесериалы
| Год     | Название телесериала     | Роль | Страна (Испания в список не ставится, ибо по умолчанию) |
| ------- | ------------------------ | ---- | ------------------------------------------------------- |
| 1960    | Амбициозная              |      | Мексика                                                 |
| 1976-79 | Курро Хименес (3 сезона) |      |                                                         |

### Фильмы
| Год  | Название фильма, либо должность (при работе кинематографиста в области административной группы, ставится его должность, если кинематографист занят как актёр и в административной группе, то в скобках ставится соответствующая пометка) | Роль                 | Страна (Испания в список не ставится, ибо по умолчанию) |
| ---- | --- | -------------------- | ------------------------------------------------------- |
| 1939 | Женщина и жокей | режиссёр-постановщик | Аргентина                                               |

## Личная жизнь
Хосе Суарес в 1950 году женился на Марии Луисе Васкес. В этом браке у актёра родилась единственная дочь Мария Эухения.